# Linn Thomas
Linn Thomas (también conocida como Lynn Thomas) (nacida el 21 de enero de 1976 en Newport News, Virginia, Estados Unidos) es una modelo erótica estadounidense.
Su madre es vietnamita y su padre es una mezcla de irlandés, escocés e italiano. Se conocieron y se casaron en Vietnam. Linn nació después de que sus padres se mudasen a los Estados Unidos de América. Su padre abandonó a la familia cuando Linn era pequeña. No ha tenido contacto con su padre desde entonces.
Linn Thomas se convirtió en Playmate de Playboy en mayo de 1997. En octubre de 2000, se convirtió en Pet of the Month de Penthouse y en la primera modelo pin-up en la historia en aparecer en las páginas centrales de Playboy y Penthouse. También ha trabajado como modelo para Perfect 10, Danni's Hard Drive y J. Stephen Hicks' Digital Desire.
En 2003, apareció con Victoria Zdrok en la película erótica Temptation, dirigida por Michael Ninn.